# ESS-Reihe 3000
Die Elektrolokomotiven der Reihe 3000 der Electrische Staats Spoorwegen (ESS) in Java waren für den Schnellzugdienst auf der mit 1500 V Gleichspannung elektrifizierten Bahnstrecke von Jakarta nach Buitenzorg vorgesehen. Bei ihnen wurde erstmals das Java-Drehgestell angewandt.

## Geschichte
Im Rahmen der Einführung des elektrischen Betriebes auf Java wurden um 1920 neun Probelokomotiven bestellt. Es waren dies:
- Zwei Schnellzuglokomotiven der Reihe 3000 von SLM und BBC aus der Schweiz
- Zwei Schnellzuglokomotiven für Gebirgsstrecken der Reihe 3100 von AEG aus Deutschland
- Zwei Lokomotiven für Personen- und Güterzüge der Reihe 3200 von Werkspoor und Heemaf aus den Niederlanden
- Eine kleine Lokomotive für leichte Güterzüge und Lokaldienst der Reihe 3300 von Borsig und AEG aus Deutschland
- Zwei schwere Akkumulatorlokomotiven für den Rangierdienst der Reihe 4000 von Werkspoor, Siemens und AfA[1]

Die Lokomotiven der Baureihe 3000 wurden 1924 abgeliefert. Nach der Erprobung wurden die Reihen 3000, 3200 und 4000 weitergebaut, so dass 1927 nochmals zwei Lokomotiven abgeliefert wurden. Die Lokomotiven erhielten später die Nummern 1 bis 4.
Die Lokomotiven standen 1973 immer noch im Einsatz auf der Strecke von Jakarta nach Bogor und wurden 1976 mit der Anlieferung der neuen Triebwagen von Nippon Sharyo ausrangiert.

## Technik
Die Lokomotive hatte vier Treibachsen und je ein Laufradsatz an beiden Enden, welche mit der benachbarten Treibachse zu einem Java-Drehgestell vereinigt war. Diese Drehgestell-Bauart wurde bei der Reihe 3000 das erste Mal angewandt, woher auch der Namen stammte. Der Drehpunkt des Drehgestells liegt sehr nahe an der Treibachse, so dass diese trotz der Möglichkeit der Radialeinstellung mit einem am Kasten angeordneten Buchli-Antrieb versehen werden konnte. Die Fahrmotoren waren im Lokkasten angeordnet.

Fahrwerk der ESS 3000